# 胡家山水库 (姚安)
胡家山水库是中国云南省楚雄彝族自治州姚安县境内的一座水库，位于大苴河上，设在塘房镇大擢魁村水稗田村民组，建于1978年。水库正常库容为9960万立方米，集雨面积为64平方千米，海拔为1976.91米。水库功能以农田灌溉为主，兼顾农村人畜饮水，并对下游村镇、农田有防洪保护作用，工程设计灌溉面积3.5万亩，解决5.69万人及2.85万头牲畜饮水困难。